# جوزيف مان
جوزيف مان (بالإنجليزية: Joseph Mann)‏ هو سياسي أمريكي، ولد في 1955 في كارولاينا الشمالية في الولايات المتحدة. حزبياً، نشط في الحزب الديمقراطي. وقد انتخب عضو مجلس نواب كونيتيكت.